# Ruslan Kocaba
Ruslan Petrovich Kocaba (uk. Руслан Петрович Коцаба, * 18. srpna 1966, Ivano-Frankivsk, Ukrajinská SSR) je proruský propagandista, novinář, blogger, veřejný představitel z Ukrajiny. V lednu 2015 bojkotoval čtvrtou vlnu mobilizace na Ukrajině. Za přizvání k bojkotu mobilizace byl Kocaba odsouzen v květnu roku 2016 na 3,5 roků vězení s konfiskací majetku. Strávil ve vězení 524 dní. Odvolací soud Ivano-Frankivské oblasti 14. července 2016 zprostil Kocabu obžaloby. Vrchní specializovaný soud 1. června 2017 vyhověl stížnosti státního zastupitelství a zrušil osvobozující rozsudek novináře Ruslana Kocaby. Od dubna 2019 probíhá Kocabův případ u soudu Kolomyja v Ivano-Frankivské oblasti.. Obžalovaný Kocaba se k soudu nedostavil, nachází se totiž v USA, kam odešel se statusem politického uprchlíka v rámci programu „Jednota pro Ukrajinu“. Kocaba je známý svými antisemitskými výroky.

## Životopis
Narodil se 18. srpna 1966 ve městě Ivano-Frankivsk. V roce 1983 absolvoval gymnázium č. 15 v Ivano-Frankivsku. V letech 1984 až 1986 sloužil v řadách sovětské armády v oblasti Pskov RSFSR.
Na konci osmdesátých let – počátkem devadesátých let byl členem studentského bratrstva. V říjnu 1990 se účastnil tzv. „Revoluce na žule“.
V roce 1992 absolvoval Lesnický institut ve Lvově se zaměřením na ekologii. Vedl Ivanofrankivskou regionální rybářskou inspekci migrační servis. Byl ředitelem památníku Vasyla Stusa a ředitelem muzea osvobozeneckého boje Stepana Bandery v Ivano-Frankivsku. Během oranžové revoluce byl vůdcem stanového tábora.
V roce 2006 byl předsedou Ivanofrankivské regionální organizace strany Pora. V prezidentských volbách v roce 2014 hlasoval pro Petra Poroshenka.  
Do konce roku 2014 pracoval jako zvláštní zpravodaj na volné noze ukrajinského televizního kanálu „112“. Pokrýval průběh vojenských operací v Donbassu, navštěvoval obě strany konfliktu a procestoval, z jeho vlastních slov, obě strany frontové čáry (od Novoazovska po Kramatorsk). Ve svých materiálech kriticky zhodnotil činy ukrajinských ozbrojených sil. Před uzavřením roční smlouvy s kanálem „112“ pracoval více než tři roky jako korespondent pro ZIK v Ivanofrankivské oblasti.

### Soudní stíhání
V předvečer první etapy mobilizace v polovině ledna 2015 Kocaba zveřejnil na YouTube video „Jsem proti mobilizaci“ (v lednu 2016 počet zhlédnutí byl 400 000), v němž uvedl, že není ochoten připojit se k armádě (v této době už přežil cévní mozkovou příhodu a trpěl hypertrofií srdečního svalu) a vyzval všechny „adekvátní lidi“ k tomu, aby taky ignorovali mobilizaci, protože ve státě nebylo prohlášeno stanné právo. Také uvedl, že „je lepší, abych strávil dva až pět let ve vězení, než jít na záměrné vraždění mých krajanů, kteří žijí na východě ... Odmítněte tuto mobilizaci, protože je to peklo, to je hrůza! Je nemožné, aby lidé v 21. století zabíjeli ostatní pouze proto, že chtějí žít samostatně“. Ozbrojený konflikt v samotném Donbassu nazýval občanskou válku a poznamenal, že zde neexistují téměř žádné ruské jednotky (s výjimkou vojenských poradců a speciálních sil, kteří v tomto konfliktu zastupují i Spojené státy). Ve svých předchozích rozhovorech s ruskými médii promluvil také ve prospěch možnosti samostatné existence Donbasu mimo Ukrajinu.
Pozice Ruslana Kocaby přitáhla zvláštní pozornost ruských médií, především televizí. Za účelem účasti na nahrávání programu „Specialnyj korespondent“ na televizním kanálu „Rossia“, Ruslan odjel do Moskvy.
Poté se veřejný aktivista Taras Demyanov obrátil na SBU s prohlášením o spáchání trestného činu podle článků 111 a 336 trestního zákona Ukrajiny, obviňoval novináře z velezrady a vyhýbání se mobilizaci.
Koncem ledna začala správa SBU v Ivanofrankivské oblasti trestní řízení. Procesní řízení ve výrobě provádí státní zastupitelství Ivanofrankivské oblasti.

### Zatčení a trestní řízení
Ruslan byl zadržen 7. února v Ivano-Frankivsku. Dne 8. února mu Ivanofrankivský městský soud zvolil opatření ve formě zadržení po dobu 60 dnů. Soudní příkaz uvedl, že Ruslan Kocaba za úplatu pracoval na pořadu kanálu NTV a organizoval sbírku provokativních materiálů o mobilizaci na Ukrajině za přítomnosti zástupce ruského televizního kanálu a „za přítomnosti zástupce agresorického státního kanálu, který se pokusil získat od místních obyvatel provokující materiály“. Státní prokuratura trvala na tomto preventivním opatření kvůli závažnosti obvinění, neboť Kocaba měl údajně v úmyslu útěk na území Donecku nebo Luhanské lidové republiky, Ruslan tyto předpoklady odmítl a požádal o domácí zatýkání, aby se staral o nemocné příbuzné a děti. U soudu Ruslan Kocaba se odmítl považovat za vinného z vlastizrady, a znovu vyzval Ukrajince, aby se nepřipojili k armádě, nazýval sám proces „soudiště, jak za Stalina“ a „pronásledování svobody projevu“.
Kocaba byl obviněn z porušení části 1 článku č. 111 (velezrada) a části 1 čl. 114-1 (zabránění zákonné činnosti ozbrojených sil Ukrajiny a dalších vojenských útvarů) trestního zákona Ukrajiny. Podle sankcí článků Kocabovi hrozilo 5 až 15 let vězení. Poradce ředitele Bezpečnostní služby Ukrajiny Markijan Lubkivsky řekl, že během jeho zadržení byly Kocabovi zadržené materiály, které by mohly naznačovat spáchání trestných činů podle inkriminovaných článků trestního zákona.
Dne 14. února 2015 odvolací soud Ivanofrankivského kraje potvrdil rozhodnutí vyšetřovatele soudce Městského soudu v Ivano-Frankivsku o zvolení preventivního opatření. Dne 24. prosince 2015 doba zadržení byla ještě jednou prodloužena – do 22. února 2016.
Během procesu nemohli svědkové z vojenského komisařství a ozbrojených sil ukázat příklady, kdy Kocabův videozáznam byl důvodem pro odmítnutí mobilizace a dezerce, ačkoliv v oblasti Ivano-Frankivsk byly mobilizační sazby nejnižší v zemi (což hlava regionu Oleg Goncharuk vysvětloval jako předem plánovanou akci). Podstatná část svědků žalobce tvořili vojáci, kteří se vrátili z válečné zóny, a byli videem Kocaby osobně uražené, protože ovlivnilo podmínky služby (kvůli nízkému počtu rekrutů bylo obtížné střídání služebných vojáků).
Během setkání 11. května 2016 řízení požádalo, aby byl Kocaba obviněn z toho, že brání činnosti ukrajinských ozbrojených sil a z velezrady, odsouzen k 13 letům odnětí svobody a zabavení majetku. Současně byl soud požádán, aby vzal v úvahu závažnost údajného
zločinu, identitu obviněného (jeho pozitivní charakteristiky, trestní bezúhonnost, závislost na dvou malých dětech), konečný rozsudek byl o dva roky nižší než maximální možný.
Advokát Igor Sulima a právník vyzvaný obviněným a jeho přívrženkyní Tatyanou Montyanovou byli zapojeni do obhajoby Kocaby u soudu. Podle Montyanové po rozsudku bude možné se obrátit na Evropské soudy.

### Reakce na zatčení
9. února mezinárodní organizace na ochranu lidských práv Amnesty International vyzvala ukrajinské úřady, aby okamžitě osvobodily novináře, a 11. února nazvala Ruslana Kocabu vězněm svědomí (poprvé za 5 let).
Stoupenci novinářů upozornili na to, že článek 30 zákona „o informacích“ osvobozuje občany od odpovědnosti za názory, zejména kritiky, a právní předpisy nezakazují práci na zahraničních televizních kanálech, a na právní definici „provokace“. Po zadržení a zatčení Kocaby na sociálních sítích proběhla akce „YaKocaba“, také na jeho obranu vystoupila bývalá zástupkyně Rady ze Strany regionů Irina Berezhnaya.
9. února Nezávislý odborový svaz médií Ukrajiny (NMPU) vyjádřil své znepokojení nad rozhodnutím soudu o zadržení Kocaby. NMPU se domnívá, že výzvy bloggerů k bojkotu mobilizace za válečných podmínek se hodí do protiukrajinské informační kampaně a zadržení novináře bylo formálně legitimní podle ukrajinských právních předpisů. To však vytváří precedent, kdy každý novinář nebo veřejný údaj pro prohlášení, který odporují oficiálnímu postavení úřadů, může být obviněn ze zrady.
Dne 10. února Ukrajinská helsinská organizace pro lidská práva nazvala zatčení Kocaby „politickým pronásledováním“. Předseda představenstva organizace Jevgenij Zakharov uvedl, že Kocaba může být považován za „politického vězně“ a zatčení porušuje právo na svobodu po dobu 60 dní (článek 5 Evropské úmluvy o lidských právech) a je nepřiměřenou reakcí státu. Volodymyr Yavorsky, člen správní rady Ukrajinské helsinské organizace pro lidská práva, se domnívá, že projev proti mobilizaci není na Ukrajině trestným činem je jen vyjádření vlastního názoru.
Ve stejný den veřejný ochránce práv Valeria Lutkovská prohlásila, že v demokratické společnosti považuje za nepřijatelné takové omezení svobody, jako v případě Kocaby, a vidí v tomto zatčení známky porušení článku 10 Evropské úmluvy o lidských právech.
Advokát Ústavu pro masmédia Roman Golovenko zároveň zaznamenal ve videozáznamu Ruslana Kocaby porušení článku 114-1 trestního zákona Ukrajiny.
V červnu roku 2017 získal Kocaba osvědčení „Zvláštní zásluhy“ od Kyjevské regionální organizace Národní unie novinářů Ukrajiny na podporu soudního zasedání.

### Trest a odvolání
Dne 12. května 2016 byl rozhodnutím městského soudu Ivano-Frankivsk odsouzen na 3,5 let vězení. Soud nehodnotil předmět žaloby jako velezradu, ale kvalifikoval je podle čl. 114-1 trestního zákoníku Ukrajiny (bránění zákonnému jednání ozbrojených sil Ukrajiny ve zvláštní době). Jeho advokátka Tatiana Montyanová podala odvolání proti rozsudku.
Dne 14. července 2016 odvolací soud regionu Ivano-Frankivsk, který se zabýval odvoláním Kocaby, rozhodl, že novinář je nevinný, poté Kocaba byl plně osvobozen, propuštěn v soudní síni. Celkem Kocaba byl zadržen 524 dní. On propojil své propuštění s tlakem Evropy, možná Ameriky.
Dne 1. června 2017 Nejvyšší specializovaný soudní úřad Ukrajiny pro zvážení občanskoprávních trestních řízení zrušil osvobození Ruslana Kocaby a uspokojil kasační stížnost podanou zástupci generálního prokurátora. Dne 29. května 2018 odvolací soud ve čtvrti Lvov potvrdil rozhodnutí Okresního soudu Dolinsky Ivanofrankivského kraje; takže Kocaba byl opakovaně osvobozen.

### Další osud
V červenci 2016 se zúčastnil sjezdu strany „Žizn“, vytvořené lidovými poslanci „opozičního bloku“ a vlastníky (bývalých i současných) kanálů NewsOne Vadimem Rabinovichem a Jevgenijem Muraevym. Podle jeho vlastních slov, přišel vyjádřit vděčnost za podporu během procesu.
V říjnu 2016 začal pracovat jako novinář na kanálu 17 a přestěhoval do Kyjeva. Dále později se aktivně projevoval v projektu „Voice of Truth“, který spolupracoval s ruskými televizními kanály, c 2017 vedl program na NewsOne.
V září 2017, spolu s bývalým zaměstnancem Generální prokuratury Viktora Janukovyče Renatem Kuzminym a Tatianou Montyanovou (kolaboranti, kteří uprchli do Ruska po ruské invazi na Ukrajinu) zúčastnil kulatého stolu „porušování lidských práv, omezení svobody projevu a politické represe na Ukrajině“, pořádané čtyřmi europoslanci (mezi nimi – Taťána Zhdanyuk Andrew Mamykin a Jiří Mashtalka).